# Vườn bách thảo Padova
Vườn thực vật Padova (tiếng Ý: Orto botanico di Padova) là một vườn thực vật nằm ở Padova, đông bắc nước Ý. Được thành lập năm 1545 bởi Cộng hòa Venezia, là vườn thực vật học thuật lâu đời nhất thế giới vẫn còn tồn tại ở địa điểm ban đầu. Vườn thực vật này liên kết với Đại học Padova, hiện có diện tích 22.000 mét vuông và được biết đến với các bộ sưu tập đặc biệt. Vườn thực vật này được đưa vào danh sách di sản thế giới UNESCO tại cuộc họp lần thứ 21 năm 1997 của UNESCO.

## Lịch sử

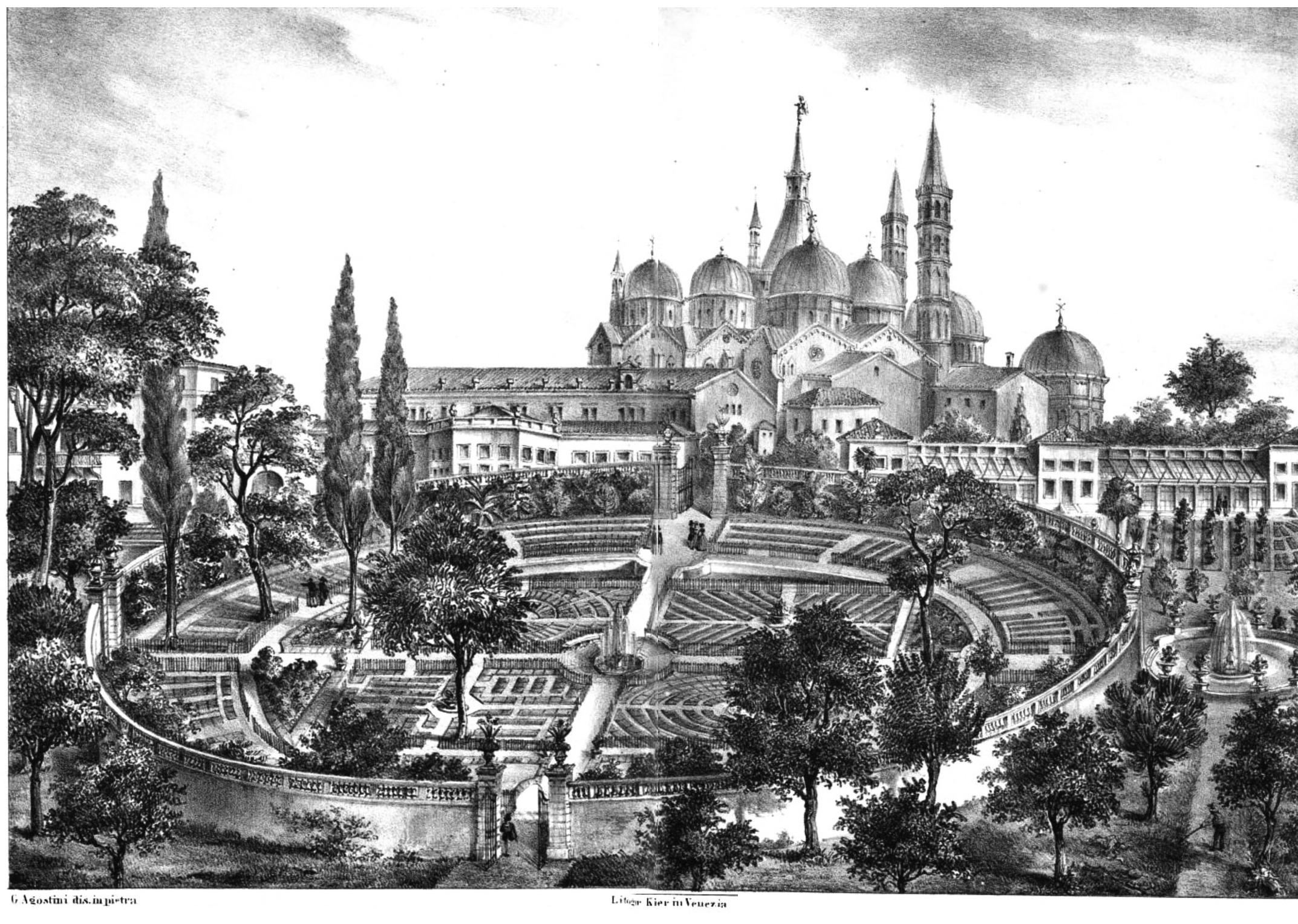
Vườn thực vật Padova (Orto dei semplici) trong một bản in từ thế kỷ 16

Năm 1533, Francesco Bonafede thành lập môn nghiên cứu dược lý, lúc đó được gọi là "Lectrum simplicium", tại Đại học Padova. Vườn thực vật Padova được thành lập bởi Thượng viện của nước Cộng hoà Venezia. Nó được tạo ra trên khu đất của tu viện Benedictine Santa Giustina, được Daniele Barbaro thiết kế và được kiến trúc sư Andrea Moroni xây gần Basilica Santa Giustina và phần lớn là không thay đổi trong kế hoạch cơ bản của nó. Năm 1554, khu vườn hoạch định ban đầu được hoàn thành. Vai trò quan trọng đầu tiên của nó là việc trồng các cây thuốc (Horto dei semplici) và cung cấp các công cụ trực quan cho việc đào tạo sinh viên, phân biệt được một cách chắc chắn các cây thuốc với các loài có hình dáng tương tự.
Các bộ sưu tập thực vật liên tục mở rộng với các loài từ khắp nơi trên thế giới, đặc biệt là với những nước mà Venezia có quan hệ thương mại. Qua đó Padova nhận được vai trò chính trong việc giới thiệu và nghiên cứu thực vật kỳ lạ, bổ sung với một bộ sưu tập cây và các phần cây phơi khô và một thư viện nghiên cứu. Bảy năm sau khi nó được thành lập, nó bao gồm 1.500 loài thực vật. Năm 1565 tử đinh hương lần đầu tiên ở châu Âu được gieo trồng tại đây, năm 1568 lần đầu tiên có hướng dương ở châu Âu. Cả khoai tây ở châu Âu cũng được trồng ở đây đầu tiên.
Ngày nay, nó được sử dụng làm cơ sở giáo dục sinh viên ngành sinh học và dược học, nơi nghiên cứu và bảo tồn các loài cây quý hiếm. Trong Vườn bách thảo có 400.000 mẫu vật khô được thu thập. Năm 1997, khu vườn được đưa vào danh sách Di sản thế giới.

## Kiến trúc
Khu vườn được gán cho kiến trúc sư Andrea Moroni, người đã có công thiết kế một số công trình quan trọng nhất của Padova như Vương cung thánh đường Santa Giustina ở Prato della Valle, tòa thị chính và trường đại học ở nửa đầu thế kỷ 16. Tuy nhiên, kiến trúc sư thật sự của khu vườn này là Daniele Barbaro, một nhà quý tộc của Venezia, một người đàn ông có học thức rộng và là dịch giả của nhiều tác phẩm lớn trong đó có De Architectura của Vitruvius. Ông dựa theo Horti Conclusi thời Trung Cổ để tạo ra một mô hình hoàn hảo hình vuông giữa một hình tròn, với hai đường dẫn cắt nhau ở hồng tâm là một đài phun nước. Vườn thực vật được khánh thành vào năm 1545 và được sử dụng làm nơi giảng dạy của Đại học Padova vào năm sau.
Tòa nhà chính có từ thế kỷ 17 và 18. Khu vườn đã được làm sinh động với nhiều đài phun nước và một guồng nước khổng lồ để đảm bảo tưới tiêu hợp lý. Năm 1704, bốn cổng được xây dựng và được trang trí bằng đá đỏ, cửa được làm bằng sắt rèn. Trong nửa đầu của thế kỷ 18, bức tường hình tròn bao quanh được tinh chỉnh dọc theo chu vi bên ngoài bằng một lan can sử dụng đá Istria, trên đó đặt các bình hoa và chân dung bán thân của những nhân vật quan trọng. Một bức tượng của Theophrastus đã được xây dựng bên cạnh cửa phía nam, cũng như một bức tượng của Solomon (có chữ ký của Antonio Bonazza) cửa phía đông và đài phun nước bốn mùa với các bức chân dung thế kỷ 18 làm bằng đá cẩm thạch Carrara. Trong nửa đầu thế kỷ 19, một nhà kính và một sân khấu thực vật đã được xây dựng cùng với chân dung bán thân của các nhà thực vật học nổi tiếng như Carl Linnaeus được đặt lên. Một trong những nhà kính vẫn còn được duy trì với vòm lịch sử và cột gang nhỏ.
Trong vườn có ba đồng hồ mặt trời: một hình khối, một hình tròn và một hình trụ. Ở bên trong, khu vườn được chia thành các bộ sưu tập khác nhau. Tại trung tâm là một hồ nước cho các loài thực vật thủy sinh, được nuôi dưỡng bằng một luồng nước nóng liên tục từ tầng đất ngầm phía dưới khu vườn ba trăm mét.